# Liste der Kulturdenkmäler in Otterstadt
In der Liste der Kulturdenkmäler in Otterstadt sind alle Kulturdenkmäler der rheinland-pfälzischen Ortsgemeinde Otterstadt aufgeführt. Grundlage ist die Denkmalliste des Landes Rheinland-Pfalz (Stand: 18. Juli 2022).

## Denkmalzonen
| Bezeichnung                    | Lage              | Baujahr | Beschreibung | Bild                           |
| ------------------------------ | ----------------- | ------- | --- | ------------------------------ |
| Denkmalzone Jüdischer Friedhof | Huttenstraße Lage | 1821    | 1821 angelegt, 1839 und 1869 erweitert, letzte Bestattung 1936; Friedhofsmauer, Tor- und Waschhäuschen, 1869; ältere Grabsteine hebräisch, jüngere teilweise auch deutsch beschriftet | weitere Bilder Fotos hochladen |

## Einzeldenkmäler
| Bezeichnung                                   | Lage                                                         | Baujahr                              | Beschreibung | Bild                           |
| --------------------------------------------- | ------------------------------------------------------------ | ------------------------------------ | --- | ------------------------------ |
| Katholische Marienkapelle                     | Hochweg Lage                                                 | drittes Viertel des 19. Jahrhunderts | gotisierender Satteldachbau, drittes Viertel des 19. Jahrhunderts | Fotos hochladen                |
| Katholische Kapelle                           | Kapellenstraße, Ecke Lindenstraße Lage                       | 1852                                 | gotisierender Satteldachbau, bezeichnet 1852 | Fotos hochladen                |
| Kriegerdenkmal                                | Luitpoldstraße Lage                                          | 1929                                 | Kriegerdenkmal für die Gefallenen beider Weltkriege; monumentale Soldatenskulptur, 1929 von Theobald Hauck, Maxdorf; nach 1945 erweitert                                                                                              | Fotos hochladen                |
| Neue Grundschule                              | Luitpoldstraße 1 Lage                                        | 1911                                 | Walmdachbau mit Lehrerwohnhaus und polygonalem Treppentürmchen, 1911, Architekt Michael Miller, Kaiserslautern | Fotos hochladen                |
| Torpfosten                                    | Mannheimer Straße, bei Nr. 34 Lage                           | 1771                                 | drei spätbarocke Pfosten einer Toranlage, bezeichnet 1771 | Fotos hochladen                |
| Fassade                                       | Mannheimer Straße 53 Lage                                    | 1876                                 | sandsteingegliederte Putzfassade eines Wohnhauses, 1876 | Fotos hochladen                |
| Friedhofskreuz und Grabmäler                  | Schlittweg, auf dem Friedhof Lage                            | ab 1733                              | Friedhofskreuz, bezeichnet 1885; Grabmal M. Heim († 1902), Galvanoplastik, Ende des 19. Jahrhunderts, signiert Liebhaber; zwei gusseiserne Grabkreuze von 1862 und 1869; zwei Grabsteine vom alten Friedhof, bezeichnet 1733 und 1738 | BW                             |
| Katholische Pfarrkirche St. Mariä Himmelfahrt | Ringstraße 75 Lage                                           | 1889–91                              | dreischiffige neugotische Staffelhalle, sandsteingegliederter Backsteinbau, 1889–91, Architekt Franz Schöberl, Speyer; mit Ausstattung; vor dem Eingang Wiederkreuz, bezeichnet 1729                                                  | weitere Bilder Fotos hochladen |
| Rathaus                                       | Schulstraße 15 Lage                                          | 1843/44                              | Rotsandsteinquaderbau mit Walmdach, 1843/44, Architekt Jakob Foltz, Speyer; eingeschossige Ökonomie; ortsbildprägend | weitere Bilder Fotos hochladen |
| Schul- und Rathaus                            | Schulstraße 17 Lage                                          | 1827/28                              | ehemaliges Schul- und Rathaus; Walmdachbau, 1827/28, Architekt Johann Bernhard Spatz, Speyer | Fotos hochladen                |
| Wohnhaus                                      | Speyerer Straße 4 Lage                                       | um 1884                              | eingeschossiges Wohnhaus mit Fachwerkkniestock, um 1884 | Fotos hochladen                |
| Wohnhaus                                      | Speyerer Straße 11 Lage                                      | erste Hälfte des 18. Jahrhunderts    | Wohnhaus, teilweise Fachwerk, erste Hälfte des 18. Jahrhunderts; platzbildprägend | Fotos hochladen                |
| Remigiushaus                                  | Speyerer Straße 18 Lage                                      | 1747–50                              | ehemalige katholische Pfarrkirche St. Remigius, heute Teil des Gemeindezentrums; spätbarocker Saalbau mit Chorwinkelturm, 1747–50, Architekt wohl Johann Georg Stahl; ortsbildprägend                                                 | weitere Bilder Fotos hochladen |
| Binshofer Kreuz                               | Speyerer Straße, Ecke Lindenstraße Lage                      | 1783                                 | Bildstock; reliefiertes Kapitell, bezeichnet 1783 | Fotos hochladen                |
| Bildstock                                     | an der Nordwest-Ecke des Neubaugebietes; Flur Herdlache Lage | 1783                                 | Bildstock, Kapitell, bezeichnet 1783, auf jüngerem Pfeiler | Fotos hochladen                |